# Castellbisbal
Castellbisbal est une commune de la comarque de Vallès Occidental dans la province de Barcelone en Catalogne (Espagne).

## Géographie
Commune située dans l'Àrea Metropolitana de Barcelona.

## Économie
La ville possède beaucoup d'industries. Notamment dans la sidérurgie, une fonderie et plusieurs usines de transformations sont présentes.
Au niveau de la chimie, la société Fuchs y fabrique des lubrifiants. Clariant y possède également une usine spécialisée dans les colorants au soufre et les indophénols.

## Lieux et monuments
Josep Mateu i Miró

## Personnalités liées à la ville
- Adriana Torrebejano (1991-), actrice[1];
- Xavier Vierge Zafra (1997-), pilote de vitesse moto.